# وليام لورينتز
وليام لورينتز (بالفرنسية: William Laurentz)‏ مواليد 26 فبراير 1895 في باريس - الوفاة 07 مارس 1922 في باريس، كان لاعب كرة مضرب فرنسي وكان يلعب باليد اليمنى. أعلى تصنيف له في الفردي كان المركز الـ 7 في سنة 1920.

## روابط خارجية
- وليام لورينتز على موقع رابطة محترفي التنس (الإنجليزية)
- وليام لورينتز على موقع الاتحاد الدولي لكرة المضرب (الإنجليزية)
- وليام لورينتز على موقع كأس ديفيز (الإنجليزية)
- وليام لورينتز على موقع أرشيف التنس.كوم (الإنجليزية)
- وليام لورينتز على موقع خلاصة التنس.كوم (الإنجليزية)